# Spindalis portoricensis
Spindalis portoricensis е вид птица от семейство Cardinalidae.

## Разпространение
Видът е разпространен в Пуерто Рико.